# Naturreservat på Åland

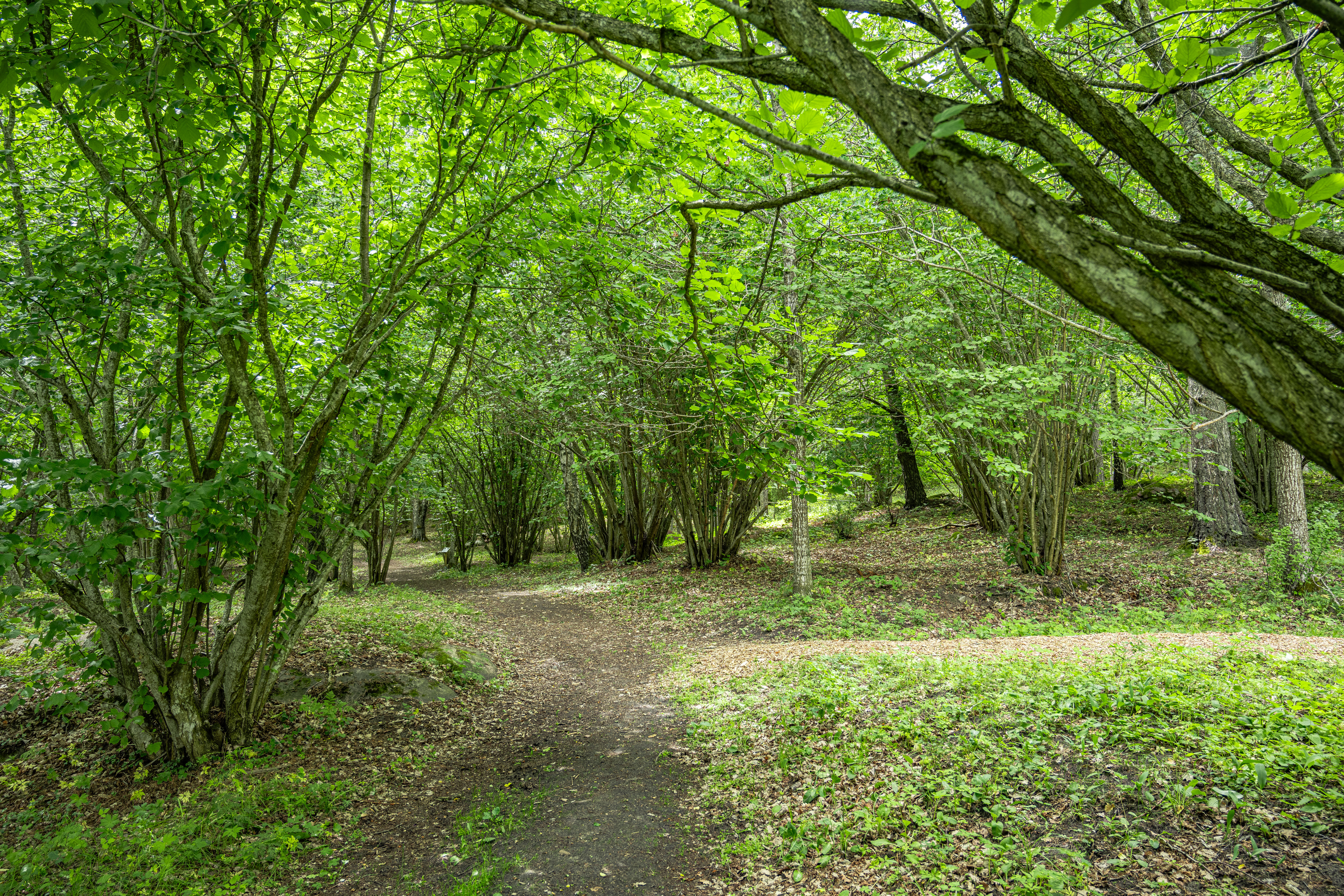
Prästgårdsnäsets naturreservat i Finström är ett av Ålands 62 naturreservat. Det domineras av täta bestånd av hassel. 6 juli 2024.

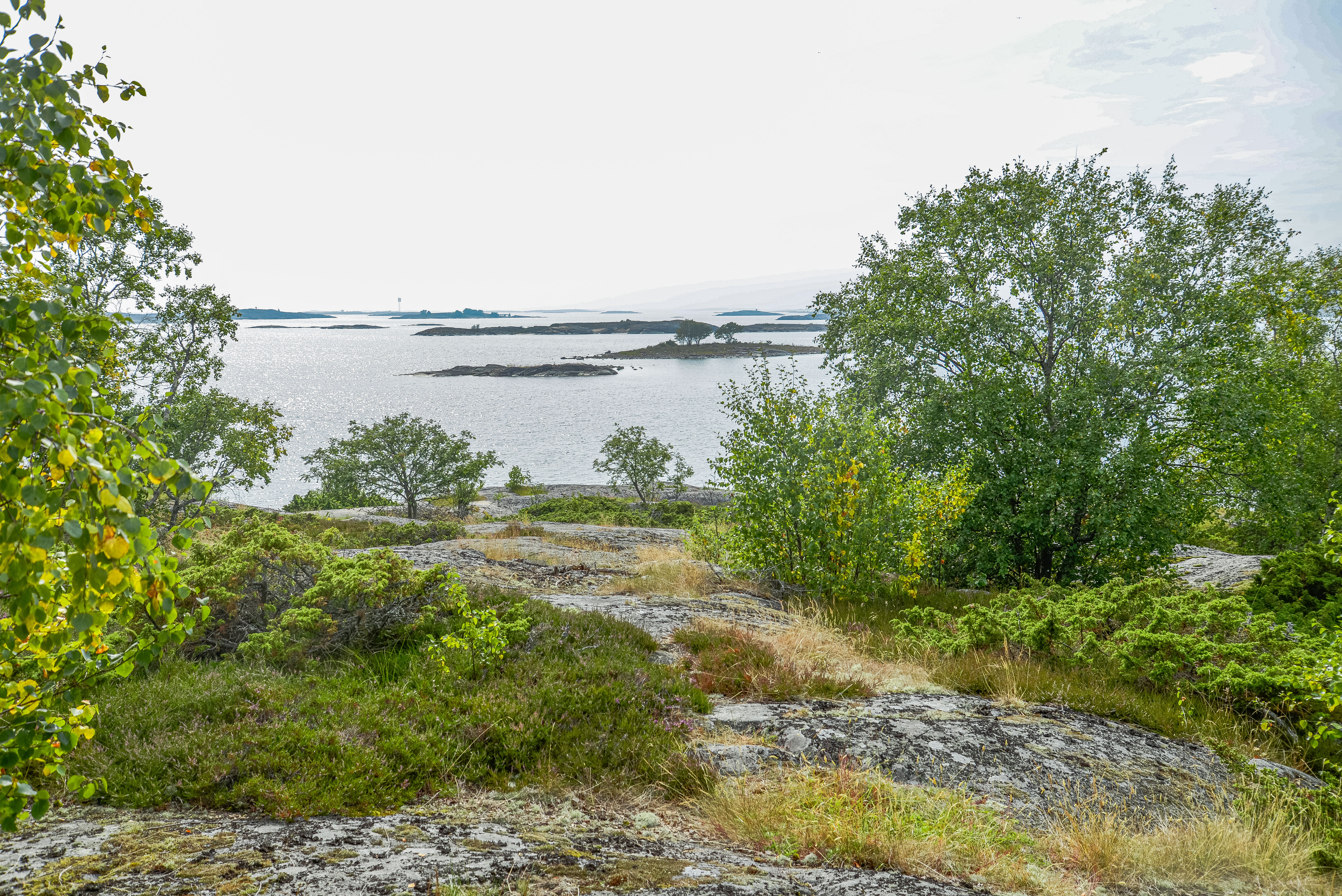
Björkör naturreservat i Föglö, inrättat 1966, tidigare ett skärgårdshemman. 27 juli 2013.

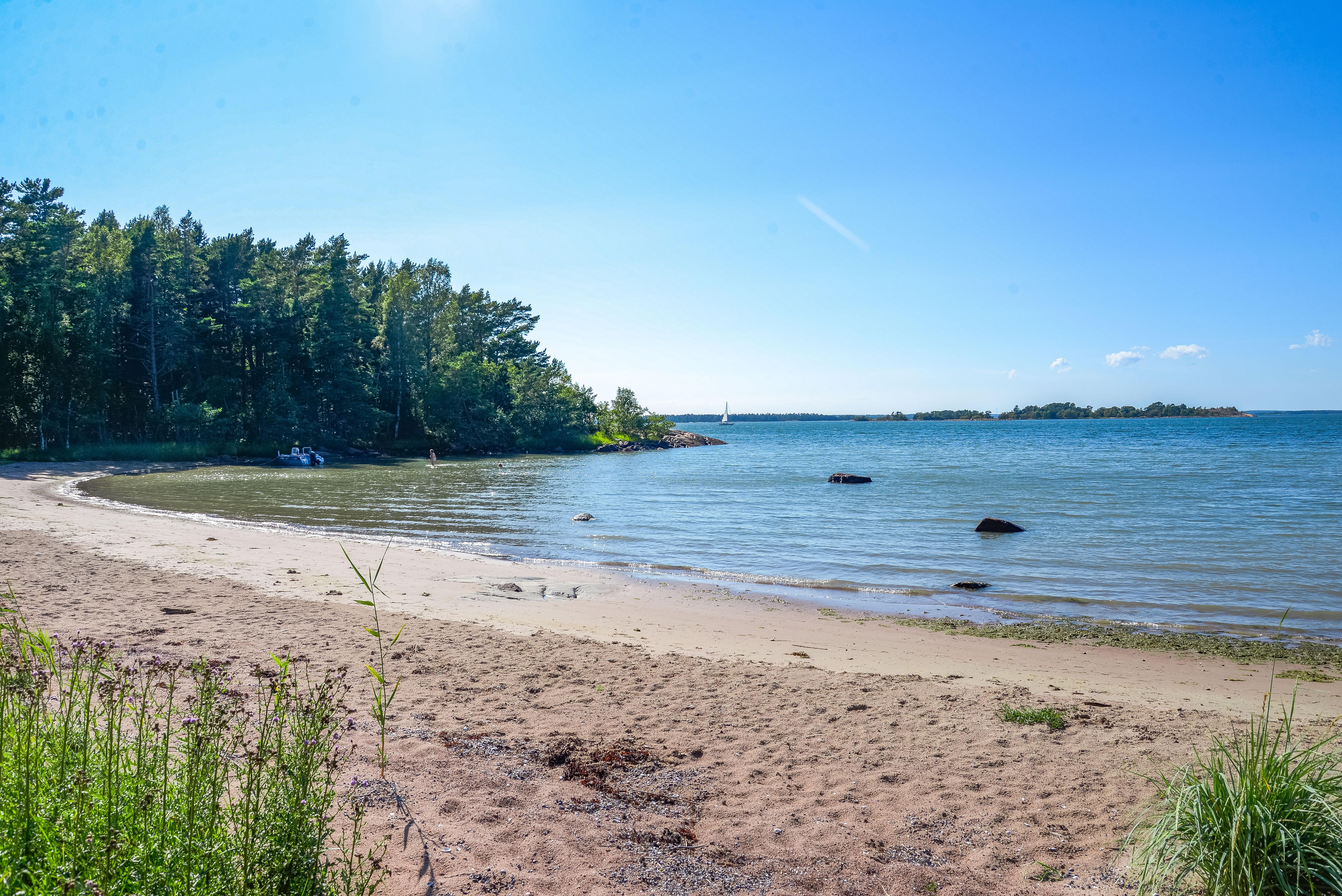
Sandön naturreservat i Föglö, inrättat 2001 med syftet att skydda naturskogar och havsstränder. 31 juli 2014.

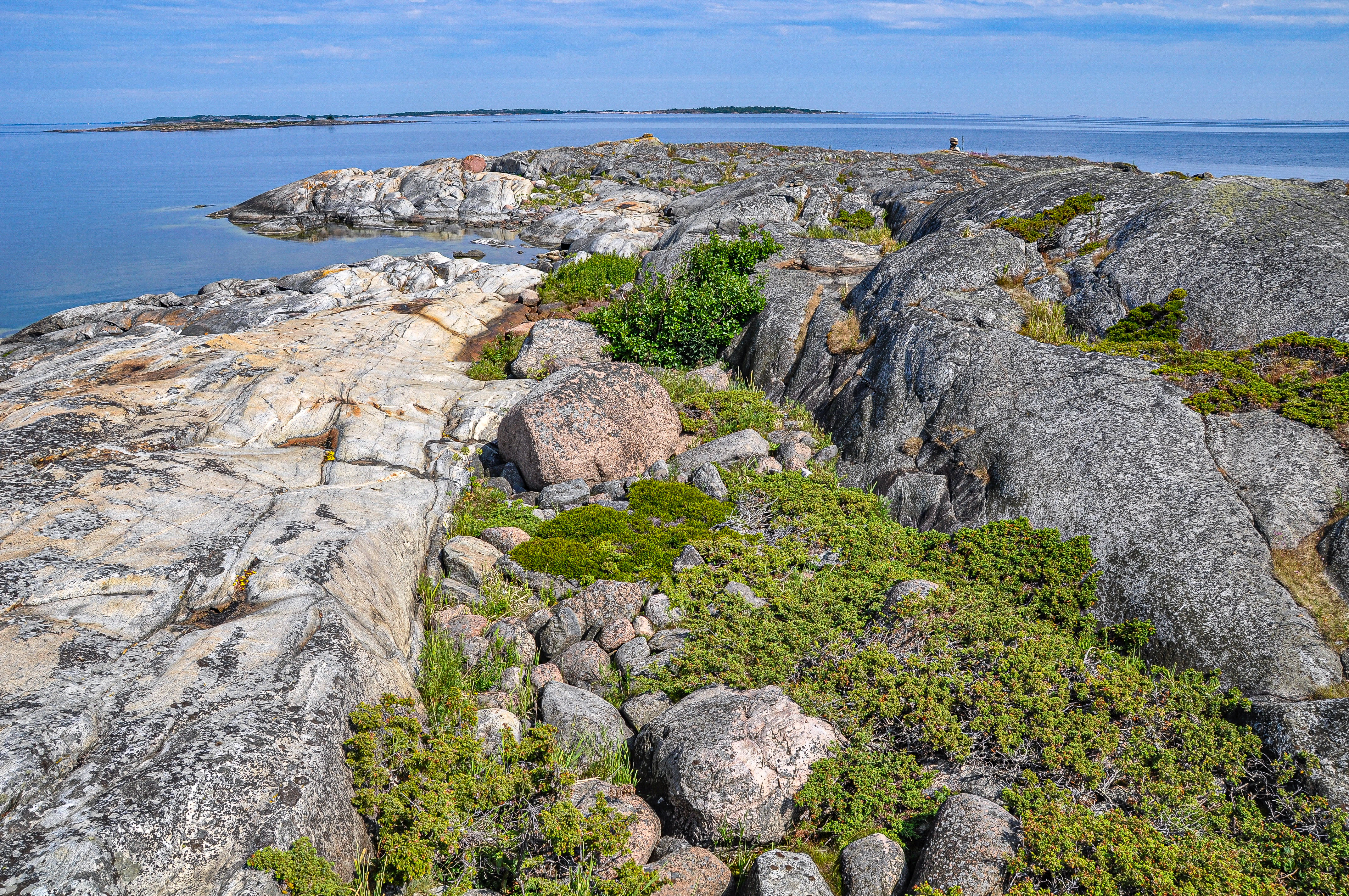
Salungarna i Brändö är sedan 1980 naturreservat för att skydda landskapsbilden samt växtlivet och djurlivet. 6 juli 2010.

Naturreservat på Åland. På Åland finns 62 områden som är skyddade som naturreservat. Utöver dem finns 13 områden som ingår i den skyddade arealen antingen genom avtal om eller som har av Ålands landskapsregering anskaffats till naturskyddsändamål. I dag (2024) är andelen av områden som omfattas av naturskydd drygt 2,3 % av Ålands landareal medan den skyddade vattenarealen uppgår till 3,2 % av Ålands vattenareal.
Listan nedan redovisar naturreservaten ordnade kommunvis. Årtalet inom parentes anger året då reservatet inrättades.
Karta över naturskyddsområden på Åland

## Brändö
- Blåskären-Salungarna-Stora Bredgrundet naturreservat (1980) och
- Storklyndan naturreservat (2023).

## Eckerö
- Barrmatteskärret naturreservat i Storby (2018),
- Eköra-Prästöra naturreservat (2022),
- Norra Uddhagarna naturreservat i Torp (2003),
- Sinnträsk naturreservat i Torp (2023),
- Träsket naturreservat (1998),
- Södra Uddhagarna naturreservat i Torp (2001),
- Torp urskog naturreservat (2018) och
- Östra Rödklobb naturreservat i Storby (1988).

## Finström
- Idskärs naturreservat (2005), beläget norr om Gamlan i Geta,
- Almskogen naturreservat i Grelsby (1931) och
- Prästgårdsnäset naturreservat (1992).

## Föglö
- Björkör naturreservat (1966),
- Bråttö naturreservat (1988),
- Granö holme naturreservat (1975),
- Norra Hastersboda naturreservat (1988) och
- Sandön naturreservat i Nötö (2001).

## Geta
- Höckböleholmen naturreservat (1994) och
- Timmerträsket naturreservat (2018).

## Hammarland
- Lökö naturreservat i Äppelö (1997),
- Näsgärdan naturreservat i Mörby (2008),
- Signilskär-Märket naturreservat (2009),
- Svartnö och Kaja naturreservat (1939),
- Ängessjö naturreservat i Sålis (2001),

## Jomala
- Iriskärret naturreservat i Prästgården by (1981),
- Jomalaöjen naturreservat (2014),
- Lövdal i Dalkarby (1974),
- Moren naturreservat i Norrsunda (2002) och
- Ramsholmen naturskyddsområde (1925).

## Kumlinge
- Blacksund naturreservat på Enklinge (1999) och
- Näset naturreservat på Enklinge (2001).

## Kökar
- Idö naturreservat (1989),
- Karlbybådarna sälskyddsområde (1998),
- Sandskär naturreservat (1971) och
- Långskär-Sandskär naturreservat (1978).

## Lemland
- Bistorp stenåkrar naturreservat (1997),
- Båtskär naturreservat (2008),
- Herröskatan naturreservat (1987),
- Nåtö-Jungfruskär naturreservat (1964),
- Stora Lökskär (1980) och
- Öfladorna naturreservat (2013).

## Lumparland
- Skag naturreservat (1989).

## Mariehamn
- Espholm naturreservat (1943) samt
- Nåtö-Jungfruskär naturreservat (1964) i Lemland som till en mindre del ligger i Mariehamn.

## Saltvik
- Boxö naturreservat (1988),
- Knöppelskärs naturreservat (2005),
- Kråkskärs naturreservat (2005),
- Kvarnsjöskogen naturreservat (2011),
- Länsmansgrund naturreservat (1979),
- Toböle naturreservat (2008) och
- Åsgårda stenåkrar naturreservat (1994).

## Sund
- Fjärdskär och Harrgrund naturreservat (1986),
- Gunnarsby naturreservat (2008),
- Lillnäsberget-Tingö naturreservat (1982),
- Löfvik naturreservat (2008),
- Prästgårdsskogen naturreservat (2001) och
- Stornäset naturreservat (2020).

## Vårdö
- Gloet naturreservat på Västra Simskäla (1998),
- Hemdal naturreservat på Västra Simskäla  (1990),
- Skålklobbarna naturreservat (1994),
- Stenverka på Östra Simskäla (2018) och
- Svenstjälpa naturreservat (2009).